# Straszny dziadunio
Straszny dziadunio – powieść Marii Rodziewiczówny opublikowana w 1887.
Jest to jedna z pierwszych powieści autorki, nagrodzona w 1887 w konkursie tygodnika "Świt". Powieść Straszny dziadunio miała co najmniej kilkanaście wydań. W 1891 ukazał się jej czeski przekład (Strašný dědeček), którego dokonał Vojtěch Pakosta.

## Treść
Akcja powieści rozgrywa się głównie w Petersburgu pod koniec XIX wieku. Tytułowy bohater jednego ze swych wnuków (Alberta) rozpieszcza, drugiego zaś (Hieronima) pozostawia samemu sobie. Bezwzględne eksperymenty niemal doprowadzają do śmierci Hieronima, który jednak ostatecznie przeżywa i zdobywa miłość i uznanie dziadka.
Tytułowy straszny dziadunio Polikarp Białopiotrowicz jest właścicielem rozległego majątku Tepeniec w powiecie mozyrskim, osobą majętną i stroniącą od ludzi. Obaj jego synowie już nie żyją. Ma dwóch wnuków: Alberta, zwanego Wojcieszkiem i Hieronima, zwanego Ruciem. Pierwszy z nich prowadzi w Petersburgu rozrzutne życie za pieniądze dziadka, gardzi każdą pracą, a drugi studiuje na politechnice w tym mieście. Obaj są szpiegowani przez służących Polikarpa Białopiotrowicza, który otrzymuje regularne sprawozdania z tego, co wnuki robią. Hieronim podczas letniej praktyki studenckiej ratuje niesioną przez falę powodziową kilkuletnią Bronkę Obojską. Dziewczynka mieszka od tej pory w Petersburgu ze swoim wybawcą i jego przyjacielem Józefem, zwanym Żabbą. Pewnego dnia Bronka znika w tajemniczy sposób i nie udaje się jej odnaleźć. Wkrótce Żabba umiera na gruźlicę. Hieronim po ukończeniu studiów z wyróżnieniem podejmuje pracę przy budowie kolei. Wówczas odwiedza go jego kuzyn Wojcieszek, prosząc o pożyczkę na spłatę swych długów. Rucio oddaje mu wszystkie własne pieniądze, jednak nie godzi się na przekazanie służbowych. Po kilku dniach zwierzchnik wzywa Hieronima, pokazując mu weksle na 25 000 rubli. Naczelnik wspaniałomyślnie wykupuje dług, a Hieronim nie zdradza, że weksle są sfałszowane. Powraca do swojej kwatery i próbuje popełnić samobójstwo. Wówczas pojawia się straszny dziadunio, który wyjaśnia sprawę. Przemęczenie pracą i niesłuszne oskarżenie powodują, że Hieronim zapada na tyfus i zapalenie mózgu. Dziadek zabiera go do Tepeńca, gdzie wnuk zdrowieje. Spotyka tam także swoją dawną wychowankę Bronkę, która jak się okazało została porwana z rozkazu strasznego dziadunia. Bronka zostaje żoną Hieronima.